# 邵武话
邵武話是漢語族閩語支邵將語中的一種方言，也是邵將語的代表方言，通行於福建省南平的邵武市一帶。邵武話是帶有非常多贛語的特點，兼具閩北語的特色。
邵武話之下又分為城關話、洪墩話、和平話、金坑話四種次方言，其中以城關話為標準口音。除洪墩話溝通較為困難之外，其他三種次方言皆能勉強互通。邵武話與光澤話可以互通，但卻與泰寧話和建寧話溝通困難。
歷史上，邵武地區雖屬於閩北，但與中心地區的建甌一帶交通不便，反而與江西來往更便捷些。從西晉至隋朝的兩百餘年中，邵武地區曾兩次被劃歸今日江西境內的江州和撫州管轄。宋元期間，又有大量江西移民前來邵武定居。久而久之，這一帶的閩北語便被贛語化了，最終形成了一種獨立的語言。
中華人民共和國成立之後，大量操外地口音的人口來到邵武，使邵武話在五十年之內發生了巨大變化，許多字詞和字音被現代標準漢語（普通話）所融合代替。

## 音韻體系
邵武話有20個聲母、46個韻母和6個聲調。此外，還存在相當多輕聲結尾以及「兒」字尾的字詞，這在閩語支中顯得非常獨特。

### 聲母
聲母20個，分別為：
p、pʰ、m、f、v、t、tʰ、n、l、ts、tsʰ、s、ʨ、ʨʰ、ɕ、k、kʰ、ŋ、x、ʔ

### 韻母
韻母共有46個，分別為：
ɿ、i、u、y、a、i、ua、o、io、uo、ie、ye、ə、uə、ɯ、ai、uai、oi、ei、uei、əi、au、iau、ou、iou、əu、an、in、uan、yn、on、uon、en、ien、yen、ən、uən、aŋ、iaŋ、uaŋ、oŋ、ioŋ、uoŋ、ŋ̍、iuŋ、uŋ

### 聲調
| 標號 | 1       | 2       | 3       | 4         | 5       | 6       |
| 調類 | 陰平    | 陽平    | 上聲    | 陰去      | 陽去    | 入聲    |
| 音值 | ˨˩ (21) | ˨˨ (22) | ˥˥ (55) | ˨˩˧ (213) | ˧˥ (35) | ˥˧ (53) |
| 例字 | 衣私    | 姨辭    | 以使    | 意賜      | 易事    | 一色    |

## 連讀音變
邵武話的輕聲的實際調值有高、中、低三種，由其前字決定。在陰去、陽去之後為高調，陽平、上聲之後為中調（其中上聲之後的略高些），陰平、入聲之後為低調。
邵武話也存在連讀變調和聲母類化的現象。

## 腳註
1. ↑  .   [2015-04-02]. （原始内容存档于2015-04-02）.
2. ↑  .   [2015-04-02]. （原始内容存档于2015-04-02）.